# Rozgard
Rozgard (niem. Rossgart) – wieś w Polsce położona w województwie kujawsko-pomorskim, w powiecie wąbrzeskim, w gminie Ryńsk. Wchodzi w skład sołectwa Sitno.
Według podziału administracyjnego Polski obowiązującego w latach 1975–1998, miejscowość należała do województwa toruńskiego.
Do 2005 roku miejscowość występowała pod nazwą Rozgarty. Starania o jej zmianę zapoczątkowano zgodnie z wolą mieszkańców w 2001 roku.